# Vũ Lăng, Thường Đức
Vũ Lăng (tiếng Trung: 武陵区; bính âm: Wǔlíng qū) là một khu (quận) thuộc địa cấp thị Thường Đức, tình Hồ Nam, Trung Quốc.

### Nhai đạo
- Thành Đông (城东街道0
- Thành Nam (城南街道)
- Thành Tây (城西街道)
- Thành Bắc (城北街道)
- Tam Xá Lộ (三岔路街道)
- Liễu Diệp Hồ (柳叶湖街道)
- Đức Sơn (德山街道)

### Trấn
- Hà Phục (河洑镇)
- Đức Sơn (德山镇)

### Hương
- Lô Địch (芦荻山乡)
- Đông Giao (东郊乡)
- Đông Hà (东江乡)
- Hộ Thành (护城乡)
- Đan Châu (丹洲乡)
- Nam Bình Cương (南坪岗乡)